# Camp Perry
Camp Perry é um centro de treinamento da Guarda Nacional localizado na margem do lago Erie, no norte de Ohio, perto de Port Clinton. Além de sua missão regular como base de treinamento militar, Camp Perry também ostenta o segundo maior campo de tiro de longo alcance de rifles ao ar livre do mundo, depois do NRA Whittington Center em Raton, NM. Os tiros são efetuados na direção das águas abertas do lago, que fica logo além de um acostamento de terra e dos alvos.

## Histórico
O terreno original para o Camp Perry foi comprado em 1906, e a reserva foi batizada em homenagem ao Comodoro Oliver Hazard Perry, o comandante naval americano que venceu a Batalha de Put-in-Bay durante a Guerra de 1812. Estruturas rudimentares foram construídas em 1907 para uso dos participantes das competições nacionais e para militares em trânsito. Durante a Primeira Guerra Mundial, o Camp Perry serviu como centro de treinamento para oficiais do Exército e instrutores de tiro ao alvo. Por volta de 1918, uma área adicional imediatamente adjacente ao terreno existente do Camp Perry foi usada para construir o "Erie Army Depot" para armazenamento de material de artilharia.

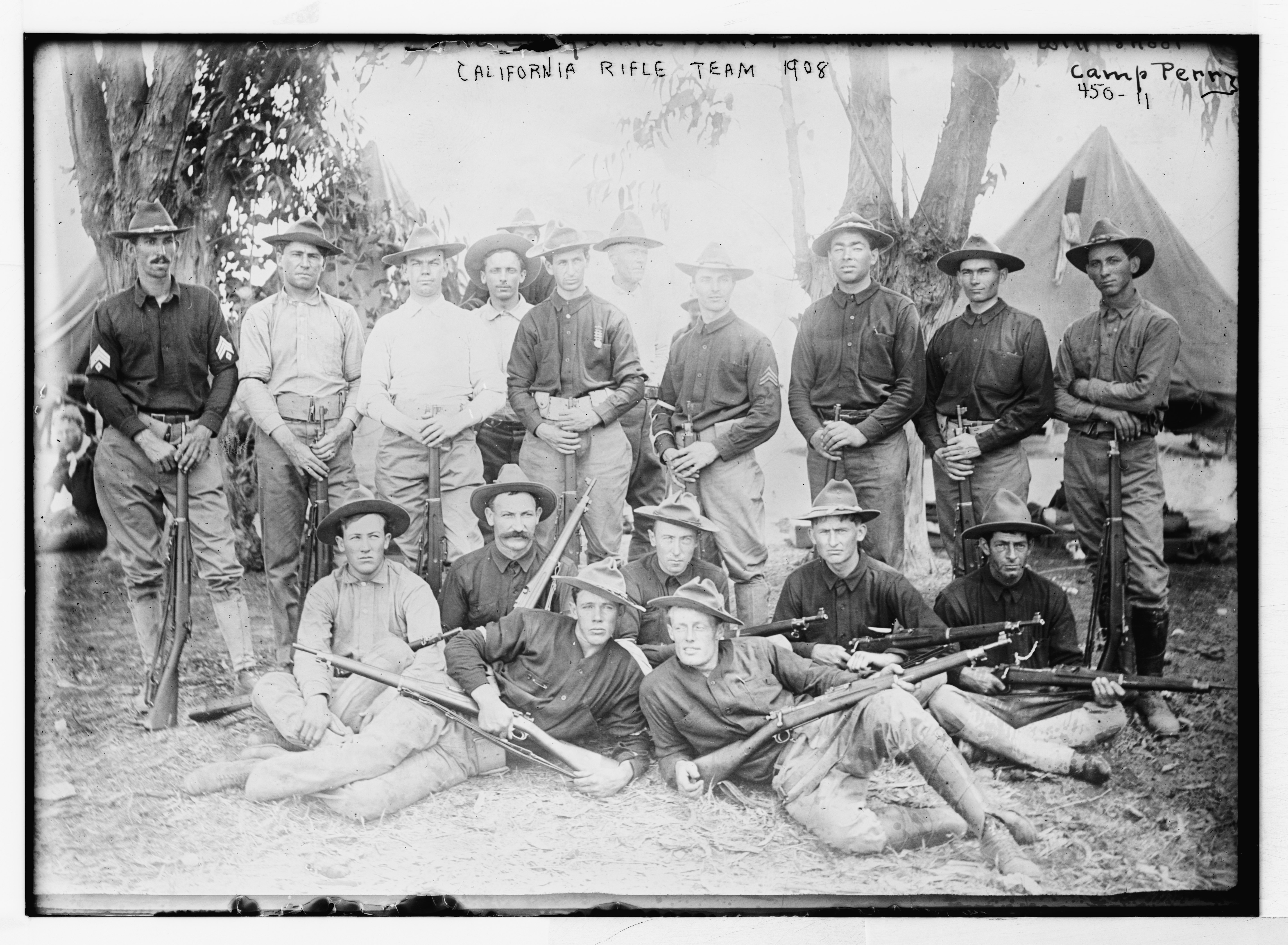
Equipe de tiro da Califórnia no Camp Perry em 1908.

Durante a Segunda Guerra Mundial, o Camp Perry serviu como campo de prisioneiros de guerra alemães e italianos. Os prisioneiros italianos eram vigiados de forma muito leve e trabalharam ao lado dos civis no campo. Eles também eram usados como trabalhadores em várias indústrias locais e voltavam ao acampamento todas as noites. O acampamento foi usado para testar a longevidade das armas de artilharia. Os canos das armas foram medidos com um instrumento muito preciso. As armas foram então disparadas contra o Lago Erie e testadas novamente para determinar a quantidade de desgaste que os disparos causaram. Isso permitiu ao Exército estimar a vida útil da arma.

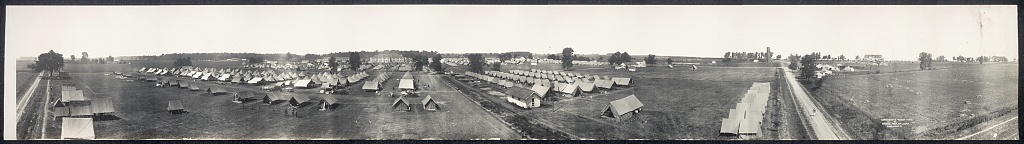
Vista panorâmica do Camp Perry em 1913.

Após a guerra, os aposentos dos prisioneiros foram reconvertidos para uso por pessoal temporário que estava em Perry para treinamento. Em 1946, o governador de Ohio, Frank Lausche, considerou transformar o campo em uma faculdade temporariamente. O campo foi usado extensivamente por vários anos após a Segunda Guerra Mundial, mas o uso diminuiu um pouco durante a década de 1960. O Erie Army Depot foi fechado em meados da década de 1960 e acabou sendo convertido para uso industrial. No entanto, muitas das estruturas originais do Camp Perry ainda estão em uso de uma forma ou de outra. Em 24 de junho de 1998, um tornado danificou vários edifícios no local.

## Uso atual
Atualmente, o Camp Perry abriga a "213th Ordnance Company (Missile Support, Corps)", a "372d Missile Maintenance Company (DS) Detachment 1", o "200th RED HORSE Civil Engineering Squadron (Ohio Air National Guard)", a "US Coast Guard Port Security Unit 309", a "Ohio Naval Militia (the naval arm of Ohio's State Defense Forces)" e a "Ohio Military Reserve" (o braço da milícia da "Ohio's State Defense Forces").

## Civilian Marksmanship Program
O Camp Perry tem sido o anfitrião do Civilian Marksmanship Program (CMP) e dos "National Rifle Matches" patrocinados pela NRA desde 1907. O National Matches, considerado a "Série Mundial dos Esportes de Tiro" da América, atrai competidores de tiro esportivo de todo o mundo para competir em uma grande variedade de disciplinas. Os atiradores de eventos de competição variam desde iniciantes até os melhores do mundo. As competições nacionais incluem a "Small Arms Firing Schools", que é uma série de competições como: "CMP National Trophy Rifle and Pistol Matches", "CMP Games Events" e "NRA National Championships". Os "National Matches" são conduzidos por meio de uma parceria entre o CMP, a Guarda Nacional de Ohio e a NRA.
O acampamento também sedia os eventos da "Small Arms Firing School", que fornece aos atiradores treinamento especializado e instalações para melhorar suas habilidades de tiro. A "Small Arms Firing School" foi conduzida pela primeira vez pelo Departamento de Defesa como parte dos "National Matches" no campo em 1918. Agora, há mais de mil atiradores de pistola e rifle por ano que participam dos cursos de segurança de armas de fogo e habilidades fundamentais de tiro ao alvo. As "Pistol and Rifle Schools" são conduzidas pela "United States Army Marksmanship Unit" (USAMU). As escolas estão abertas a todos os cidadãos dos Estados Unidos acima da idade mínima. Os instrutores da USAMU, auxiliados pelo Exército, Força Aérea, Guarda Costeira, Corpo de Fuzileiros Navais e Marinha Ativa, Guarda Nacional e membros da equipe de tiro da Reserva, ensinam técnicas básicas de tiro aos atiradores novos e menos experientes, e experientes que desejam aprender novas maneiras de melhorar suas pontuações. O Camp Perry também abriga o escritório norte do Civilian Marksmanship Program.